# Велизар (име)
Велизар је мушко старо српско и бугарско име словенског порекла. Према другом тумачењу, ово је страно име које је у Србији прихваћено. Потиче или из старотрачког „Belisarios“ или из грчког „belos“, што означава стрелу или копље. Према једном тумачењу, означава „великог“ човека. Друго објашњење значења имена је да је настало спајањем корена вел- (значење велик) и корена зар (глагол зрети, тј. видети), што имену даје значење "онај који много види", односно "онај који је мудар".

## Историјат
Првобитни облик је Белизар, али је временом настао облик Велизар, пошто се грчка „бета“ изговарала као „в“.

## Изведена имена
Од овог имена изведена су имена Вејо, Веља, Вељко и Вељо.

## Познати носиоци имена
- Велизар, ромејски војсковођа у служби цара Јустинијана.
- Велизар Косановић, српски лекар и учесник Народно ослободилачког рата.
- Велизар Станковић Веца, учесник Народно ослободилачког рата.